# Niphargus serbicus
Niphargus serbicus is een vlokreeftensoort uit de familie van de Niphargidae. De wetenschappelijke naam van de soort is voor het eerst geldig gepubliceerd in 1960 door S. Karaman.